# Heinz Matthes (Politiker, 1927)
Heinz Matthes (* 7. Juni 1927 in Obercunnersdorf, Amtshauptmannschaft Löbau; † 31. Oktober 1988) war ein deutscher Politiker (SED). Er war als Vorsitzender der Arbeiter-und-Bauern-Inspektion Mitglied des Ministerrats der DDR, Abgeordneter der Volkskammer und Mitglied des Zentralkomitees (ZK) der SED.

## Leben
Der Arbeitersohn absolvierte nach dem Besuch der Volksschule von 1941 bis 1944 eine Lehre zum  Maurer. Am 14. Februar 1944 beantragte er die Aufnahme in die NSDAP und wurde zum 20. April desselben Jahres aufgenommen (Mitgliedsnummer 9.979.318). Im Dezember 1944 wurde er zum Reichsarbeitsdienst (RAD) und zur Wehrmacht eingezogen. Im Mai 1945 geriet er in US-amerikanische Kriegsgefangenschaft, aus der er im folgenden Monat entlassen wurde.
Er arbeitete zunächst in der Landwirtschaft im Kreis Minden, kehrte im Januar 1946 in seine Heimat zurück und fand Arbeit als Maurer in Löbau. 1947 wurde er Mitglied der SED und besuchte von 1947 bis 1949 die Ingenieurschule für Bauwesen in Zittau mit dem Abschluss als Hochbauingenieur. Nach einer Tätigkeit als Bauleiter in Löbau wurde er 1951 Leiter eines Baubetriebes in Löbau.

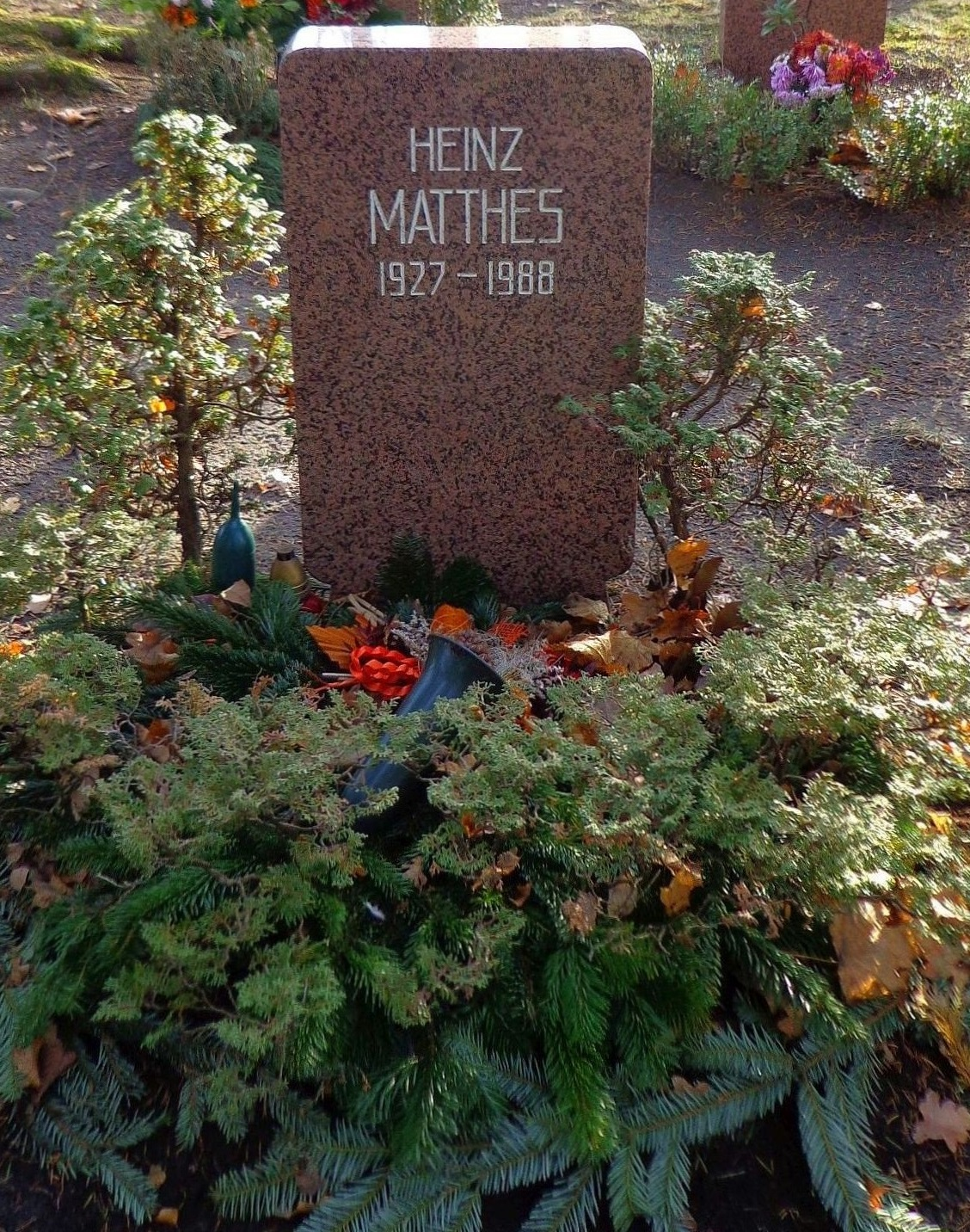
Grabstätte

Ab 1954 war er Mitarbeiter des Bezirksbauamtes Dresden und 1960 bis 1961 Bezirksbaudirektor in Dresden. Von September 1961 bis Februar 1963 war er Sekretär für Wirtschaft der Bezirksleitung Dresden der SED. Auf dem VI. Parteitag der SED im Januar 1963 wurde er in das ZK der SED gewählt, dem er bis April 1981 als Mitglied angehörte. Im Mai 1963 wurde er zum Vorsitzenden des neugeschaffenen Komitees der Arbeiter- und Bauern-Inspektion (ABI) und als Mitglied des Ministerrates der DDR berufen. Im Dezember 1977 wurde er aus gesundheitlichen Gründen von dieser Funktion entbunden. Matthes war von 1963 bis 1981 auch Abgeordneter der Volkskammer. 1973/74 besuchte er die Parteihochschule der KPdSU in Moskau. Von 1978 bis 1980 wirkte er als stellvertretender Direktor für Ausbildung und Kader an der Bauakademie der DDR. 1981 wurde er mit 54 Jahren in die Rente verabschiedet, lebte in Berlin und war als Mitglied der Zentralen Kommission zur Betreuung alter verdienter Parteimitglieder tätig.
Seine Urne wurde in der Grabanlage Pergolenweg des  Berliner Zentralfriedhofs Friedrichsfelde beigesetzt.

## Auszeichnungen
- 1959 Verdienstmedaille der DDR
- 1964 Vaterländischer Verdienstorden in Silber und 1977 in Gold
- 1969 Orden Banner der Arbeit
- 1987 Ehrenspange zum Vaterländischen Verdienstorden in Gold